# Indie orientali

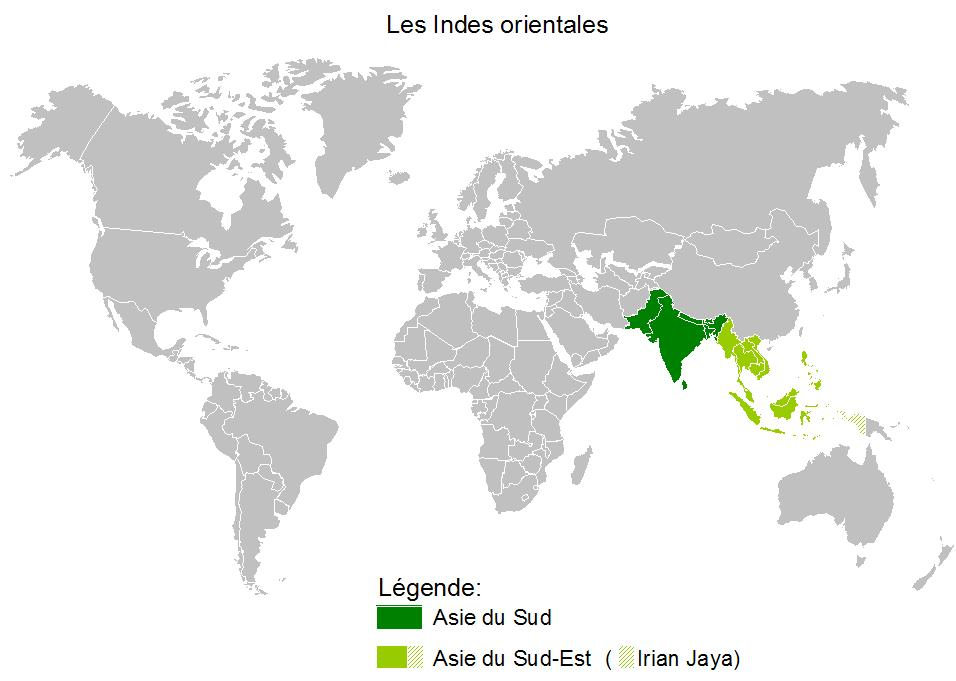
Le Indie orientali

Il termine Indie orientali (East Indies) è stato utilizzato, in particolare in epoca coloniale per indicare l'arcipelago malese, contrapposto al termine di Indie occidentali (West Indies), con il quale venivano indicati i Caraibi. 
In senso più ampio il termine è usato anche per indicare i Paesi del Sud-est asiatico che in passato componevano l'India britannica ovvero gli attuali Unione Indiana, Pakistan, Bangladesh, Birmania (Myanmar), Sri Lanka (ex Ceylon), Maldive ma anche Thailandia, Malaysia ed Indonesia.